# Kate Levering
Kate Levering (Sacramento, 1 de janeiro de 1979) é uma atriz e dançarina estadunidense.

## Carreira na televisão
Como atriz de televisão, Levering começou fazendo aparições especiais em programas como Home Improvement, Law & Order: Special Victims Unit, Cold Case (episódio: "Dog Day Afternoons") e Witchblade. Em 2002, desempenhou o papel de Jeanne Martin no filme para televisão Martin and Lewis, estrelado por Sean Hayes e Jeremy Northam. Até hoje, o seu papel mais famoso na televisão é o da inteligente e rápida advogada Veronica Carter na série da UPN Kevin Hill, estrelada por Taye Diggs. O programa foi cancelado após somente uma temporada de exibição, em 2005, quando a emissora foi fechada. Após isso, Kate apareceu como convidada em seriados como CSI: Miami (episódio "The Score" de 2006), Las Vegas (2007), Medium (2007), K-Ville (2007), Ghost Whisperer (2007), Cashmere Mafia (quatro episódios em 2008) e White Collar (2010). Faz parte do elenco de Drop Dead Diva, que estreou em 12 de julho de 2009, como Kim Kaswell.

## Cinema
Kate também atuou em dois filmes independents. É Colt no filme Blue Blood (sem data de lançamento). E faz o papel de Molly Campbell em Like Dandelion Dust (sem data de lançamento).